# شهرستان کینگز، نوا اسکوشیا
شهرستان کینگز، نوا اسکوشیا (به انگلیسی: Kings County, Nova Scotia) یک سکونتگاه مسکونی در کانادا است که در نوا اسکوشیا واقع شده‌است.

## خصوصیات
شهرستان کینگز، نوا اسکوشیا ۶۰٬۵۸۹ نفر جمعیت دارد.